# Luiz Fernando Carvalho
Luiz Fernando Carvalho est un réalisateur brésilien né à Rio de Janeiro le 28 juillet 1960.

## Biographie
Luiz Fernando Carvalho a surtout travaillé en tant que réalisateur pour la télévision. 
Son premier long métrage, À la gauche du père, qui « reprend la trame de la parabole du fils prodigue dans une famille d'émigrés libanais des années 30 », est sorti en France en 2003.

## Filmographie

### Court métrage
- 1986 :  A Espera (pt)

### Longs métrages
- 1998 : Que Teus Olhos Sejam Atendidos (pt) — documentaire
- 2001 : À la gauche du père (Lavoura arcaica)
- 2020 : A Paixão Segundo G.H. (pt)

### Télévision
- 2005 : Aujourd'hui c'est le jour de Marie (Hoje é Dia de Maria)
- 2007 : La Pierre du royaume